# Соланас, Фернандо
Фернандо Эсекиэль «Пино» Соланас (исп. Fernando Ezequiel «Pino» Solanas, 16 февраля 1936, Оливос, провинция Буэнос-Айрес, Аргентина — 6 ноября 2020) — аргентинский кинорежиссёр, сценарист и политик. Один из основоположников антиколониального и антикапиталистического «третьего кинематографа».

## Биография
В годы военной диктатуры был в эмиграции в Париже (1976—1983).
Продолжая снимать политизированное кино на родине, он стал активным критиком неолиберального президента Менема. Спустя три дня после одного из выступлений Соланаса против Менема в мае 1991 года режиссёр был ранен шестью пулями, пущенными в ноги.
В 1993 году он был избран депутатом от левого «Широкого фронта». На выборах президента Аргентины в 2007 году, Соланас являлся кандидатом в президенты от Истинной социалистической партии. В результате он занял пятое место, набрав 1,6 % голосов. На парламентских выборах 2009 года снова был избран депутатом, на сей раз представляя партию «Проект Юг», занявшую второе место по Буэнос-Айресу. Придерживался левых позиций, с которых критиковал политику Кристины Киршнер. В 2014 году возглавил антиперонистскую левоцентристскую коалицию «Широкий фронт UNEN». В 2013-2019 годах — сенатор, в дальнейшем вновь депутат. В последнее время занимал пост представителя Аргентины при ЮНЕСКО, что  особо отмечается в прощальном заявлении МИД Аргентины.
Режиссёр игровых и документальных лент. Лауреат многочисленных национальных и международных кинопремий, включая почётный Золотой медведь Берлинского МКФ (2004).
Сын — кинорежиссёр Хуан Диего Соланас («Параллельные миры»).
Скончался в возрасте 84 лет от последствий заражения коронавирусной инфекцией в парижском госпитале, где находился на лечении с середины октября.

## Фильмография
- 1962 — Продолжать путь / Seguir andando
- 1963 — Гражданское раздумье / Reflexión ciudadana
- 1968 — Час огней / Hora de los hornos
- 1971 — Перон: хустисиалистская революция / Perón: La revolución justicialista
- 1971 — Перон: Политическая и теоретическая своевременность захвата власти / Perón: Actualización política y doctrinaria para la toma del poder
- 1972 — Сыновья Фьерро / Los Hijos de Fierro (игровой, по эпической поэме Хосе Эрнандеса)
- 1980 — Взгляд других / Le Regard des autres
- 1985 — Танго, Гардель в изгнании / Tangos, l’exil de Gardel (игровой)
- 1988 — Юг / Sur (игровой)
- 1992 — Путешествие[нем.] / El viaje (игровой)
- 1998 — Облако / La nube (игровой)
- 2001 — Afrodita, el sabor del amor
- 2004 — Memoria del saqueo
- 2005 — La Dignidad de los nadies
- 2007 — Argentina latente
- 2008 — La próxima estación
- 2009 — Tierra sublevada: Oro impuro
- 2010 — Tierra sublevada: Oro negro